# Giancarlo Trombetti
Giancarlo Trombetti (Liguria, 1956) è un compositore italiano.

## Biografia
Giancarlo Trombetti, inizia la sua carriera come musicista alla fine degli anni '60. Fece parte del gruppo musicale italiano dei Barbados Climax, un noto gruppo attivo nel genere pop e disco tra il 1977 e il 1981. Dopo lo scioglimento del gruppo, continuò a suonare con importanti nomi della musica italiana come: Lucio Dalla, Paolo Conte e Renzo Arbore. Successivamente proseguì la sua carriera come compositore e arrangiatore, adattando brani che spaziavano dalla musica classica al jazz e all'opera, e creando le basi musicali per produzioni televisive come L'Ispettore Sarti.
Nel 1979 è co-autore e scrive l'arrangiamento del brano presentato al Festival di Sanremo Autunno, Cadono Le Pagine Gialle interpretato dalla cantante Marinella.
Nel 1980, si dedicò alla composizione della sigla italiana del cartone animato di Star Blazers.
Nel 1983 scrisse la colonna sonora del documentario Accadde a Bologna regia di Pupi Avati. L'anno seguente realizza gli arrangiamenti dell'album Occulte persuasioni per Patty Pravo. Nel 1986 compone alcuni brani dell'album Piano Piano In Silenzio di Paolo Mengoli.
Nel 1992 scrive l'arrangiamento di Io ti darò di Paolo Mengoli brano che verrà presentato al Festival di Sanremo e di cui dirigerà l'orchestra.